# Simon Moritz Bethmann (1721-1782)
Pour les articles homonymes, voir Famille de Bethmann et Bethmann.
Simon Moritz Bethmann II (1721-1782) était un négociant et armateur, fondateur de la banque Bethmann.

## Biographie
Né à Bergnassau, membre important de la dynastie de banquiers et financiers d'origine allemande  Bethmann, il est l’un des trois fils de Simon Moritz Bethmann (1687–1725), administrateur de sociétés. À la mort de son père, il est élevé à Francfort par son oncle Jakob Adami avec ses frères, qui l’aident à fonder la banque Gebrüder Bethmann.
La banque traite avec l'empereur d'Autriche et de nombreux princes du Saint-Empire désireux de sécuriser leurs apports en capitaux, ce qui l’amène à moderniser la gestion de la dette publique. Au lieu de seulement prêter à l’empereur, il décide de fragmenter les emprunts en plusieurs petites parties, qu’il revend à d’autres créanciers, par appel à l’épargne publique. Simon Moritz Bethmann devient ainsi arrangeur d’emprunts, à la façon d’une banque d’affaires, et plus seulement créancier.
Par cette innovation, lancée en 1778, la banque Bethmann peut augmenter son volume d’affaires, dominer ses concurrents à Francfort, et se placer parmi les premières banques protestantes allemandes et ses profits représentent autant que ceux de l’ensemble des autres banques allemandes.